# Ludens (bướm nhảy)
Ludens là một chi bướm ngày thuộc họ Bướm nâu.